# Christian Teissl
Christian Teissl (* 23. August 1979 in Graz) ist ein österreichischer Schriftsteller.

## Leben
Christian Teissl wuchs in der Südsteiermark auf. Sein Studium der Germanistik und Philosophie schloss er 2002 mit dem Magistergrad ab. Er ist als freier Schriftsteller Mitarbeiter von Zeitungen wie der Wiener Zeitung, dem Sonntagsblatt (Steiermark) und der Kleinen Zeitung, von Zeitschriften und Verlagen. Er lebt seit 1998 vorwiegend in Graz.
Christian Teissl ist in erster Linie Verfasser von Gedichten, daneben schreibt er literaturkritische Essays, literaturgeschichtliche Abhandlungen, Kolumnen, Feuilletons und Erzählungen und fungiert als Herausgeber von Texten in Vergessenheit geratener österreichischer Autoren. Sein besonderes Augenmerk gilt dabei dem frühverstorbenen Dichter Ernst Goll, einem Zeitgenossen Georg Trakls, und dem steirischen Priesterdichter Josef Rudolf Woworsky. 2010 bis 2012 war er unter den Mitarbeitern des Projekts Steirische Literaturpfade des Mittelalters, das der Grazer Mediävist Wernfried Hofmeister initiiert und geleitet hat. Daraus ergab sich ein Dissertationsprojekt an der Germanistischen Mediävistik der Uni Graz zu dem steirischen Minnesänger und Versnovellisten Herrand von Wildon und dessen literarischer Rezeption bis in die Gegenwart.
Im Roseggerjahr 2018 veröffentlichte er mit dem Buch „Man kommt sich vor wie in der Wüste“ einen vielbeachteten biographischen Essay über den Lebensabend Peter Roseggers vor dem Hintergrund des Ersten Weltkriegs.
Teissl ist Vorsitzender des Österreichischen Schriftsteller/innenverbandes und in dieser Funktion auch verantwortlicher Redakteur der Halbjahresschrift Literarisches Österreich.
Gedichte von Christian Teissl wurden u. a. ins Polnische, Italienische, Serbische, Griechische und Bulgarische übertragen.

## Auszeichnungen
- 1999 Literaturförderungspreis der Stadt Graz
- 2005 Förderungspreis zum Theodor-Körner-Preis
- 2011 Literaturpreis der Akademie Graz 2. Preis

## Werke
- Entwurf einer Landschaft. Gedichte. Steirische Verlagsgesellschaft. Graz 2001, ISBN 3-85489-055-9.
- Wege ins Ungereimte: zur Lyrik Michael Guttenbrunners. Rimbaud, Aachen 2005, ISBN 3-89086-630-1.
- Das große Regenalphabet. Gedichte. Rimbaud, Aachen 2006, ISBN 3-89086-605-0.
- Kišni alfabet (Smederevska Pesnička Jesen, Međunarodni Festival Poesije, Smederevo Srbija) = Das Regenalphabet / Kristijan Tajsl. S nemačkog ireveo Zlatko Krasni, Text deutsch und serbisch. Teilweise in kyrillischer Schrift, Smederevo: Meridijani 2006.
- Umkreisungen des Namenlosen. Gedichte. Echter Verlag, Würzburg 2010, ISBN 978-3-429-03222-7.
- Die Blumenuhr. Gedichte. Mitter-Verlag, Wels 2010, ISBN 978-3-9502277-9-6.
- Wir vom Jahrgang 1979. Kindheit und Jugend in Österreich. Wartberg Verlag, Gudensberg 2013, ISBN 978-3-8313-2679-2.
- Stadtauswärts. Gedichte. Horn: Berger 2016. (Neue Lyrik aus Österreich, Band 15.) ISBN 978-3-85028-734-0
- Der schöne Mann … mit der beredten Pfote Zum 90. Todestag von Bruno Ertler. Graz: Steiermärkische Landesbibliothek 2017. (Katalog zur gleichnamigen Ausstellung)
- „Man kommt sich vor wie in der Wüste“. Der langsame Abschied des Peter Rosegger. [Biographischer Essay]. Wien, Graz, Klagenfurt: Verlagsgruppe Styria 2018. ISBN 978-3-222-13582-8
- Hügelland, südlich. Gedichte. Mit Graphiken von Herwig Tollschein. Horn: Edition Thurnhof 2025 ISBN 978-3-900678-66-1

## Herausgeberschaft
- Max Hölzer: Frau und Vogel. Klagenfurt u. a. 2004
- Otto Basil: Schon sind wir Mund und Urne. Aachen 2008
- mit Heimo Halbrainer: Erich H. Schneider: Gedichte aus dem Paulustor. Graz 2008.
- Herta Staub: Herta F. Staub. Wien 2009.
- mit Sylvia Unterrader: Begegnungen entlang der Zeit. Texte aus 40 Jahren Literaturkreis Podium (Anthologie). Literaturedition Niederösterreich, St. Pölten 2011, ISBN 978-3-902717-10-8.
- Rudolf Henz: Eine Ahnung von Ewigkeit. Ausgewählte Gedichte. echter Verlag, Würzburg 2012, ISBN 978-3-429-03479-5.
- Ernst Goll: Im bitteren Menschenland. Das gesammelte Werk. Igel-Verlag, Hamburg 2012, ISBN 978-3-86815-570-9.
- mit Helmuth A. Niederle: Mitten im Satz. Fragmente. Eine Anthologie des Österreichischen P.E.N.-Clubs, plattform Verlag, Perchtoldsdorf 2014, ISBN 978-3-9503683-1-4.
- mit Helmuth A. Niederle: Bunte Steine. Frisch gefärbelt. (= penyapaa). Eine Anthologie des Österreichischen P.E.N.-Clubs, Wien 2015, ISBN 978-3-85409-680-1.
- Ernst Goll: Eine Nachlese. (= Schriftenreihe der Steiermärkischen Landesbibliothek. Band 39). Graz 2015, ISBN 978-3-9503989-1-5.
- Ernst Goll: Erstdrucke 1910 bis 1912. Graz: Selbstverlag 2016. (siehe den Eintrag im Österreichischen Verbundkatalog)
- Facetten 2016. Literarischer Almanach der Stadt Linz. Mit Illustrationen von Wolfgang Hanghofer. Weitra: Bibliothek der Provinz 2016, ISBN 978-3-99028-420-9
- Facetten 2017. Literarischer Almanach der Stadt Linz. Mit Illustrationen von Susanne Purviance. Weitra: Bibliothek der Provinz 2017, ISBN 978-3-99028-720-0
- Aline Aliberti (d. i. Marie Knittelfelder): Nun breite deine Flügel, Wind!, Ein Lesebuch, Wies: Edition Kürbis 2018. ISBN 978-3-900965-54-9.
- Alfred Gesswein: Flügelhornblasen gegen den Wind. Gesammelte Gedichte. Literaturedition Niederösterreich, St. Pölten 2021, ISBN 9783902717559.
- Markus Jaroschka: atlantis ist weit. Texte und Begegnungen quer durch die Jahre. Wieser Verlag 2022, ISBN 978-3-99029-554-0